# Saša Ilić (scrittore)
Saša Ilić (Jagodina, 1972) è uno scrittore serbo.

## Biografia e carriera letteraria
Si è laureato alla Facoltà di Filologia dell'Università di Belgrado, città in cui vive e lavora. Nel 1998 ha pubblicato Одисеј (Ulisse) a quattro mani con Dragan Bošković. Nel 2000 ha pubblicato la sua prima raccolta di racconti, Предосећање грађанског рата (Presagio della guerra civile), e ha curato un'antologia di giovani narratori serbi, Псећи век (L'età dei cani), con contributi suoi e di autori quali Mihajlo Spasojević, Borivoj Adašević, Uglješa Šajtinac, Srđan V. Tešin e Nenad Jovanovic.  
Nel 2005 è la volta del primo romanzo, Берлинско окно, (La finestra berlinese), che è stato finalista al Premio NIN.
Negli anni successivi sono apparsi il romanzo Пад Колумбије (La caduta della Colombia, 2010) e le raccolte di racconti Душановац. Пошта (Fermata Dušanovac) e Лов на јежеве (Caccia ai ricci), entrambe del 2015.
Nel 2019 ha dato alle stampe il romanzo Cane e contrabbasso (Пас и контрабас), per il quale è stato insignito del Premio NIN.
È stato uno degli iniziatori e direttore dell’inserto Beton del quotidiano Danas dalla sua fondazione nel 2006 al 2013. Dopo lo scioglimento della redazione nello stesso anno, ha fondato insieme ad Alida Bremer la rivista Beton International che periodicamente esce in tedesco come inserto dei quotidiani Tageszeitung e Frankfurter Rundschau. Dirige inoltre Komunalinks.com, portale dedicato alla letteratura.
Nel 2017 è stato tra i firmatari della Dichiarazione sulla lingua comune dei Croati, Serbi, Bosgnacchi e Montenegrini

## Opere

### Romanzi
- Берлинско окно, (La finestra berlinese, 2005).
- Пад Колумбије (La caduta della Colombia, 2010).
- Cane e contrabbasso, Keller editore, Rovereto, 2023 - ISBN 979-12-5952-131-6  (Пас и контрабас, 2019 - traduzione di Estera Miočić).

### Racconti
- Предосећање грађанског рата (Presagio della guerra civile, 2005).
- Душановац. Пошта (Fermata Dušanovac, 2015).
- Лов на јежеве (Caccia ai ricci, 2015).